# 上江戶
上江戶，是對琉球國派往日本江戶幕府的使團的統稱，包括慶賀使和謝恩使。
1609年（明萬曆三十七年，日本慶長十四年）薩摩入侵琉球，琉球成為江戶幕府薩摩藩的附庸國。此後，每當琉球王位更替的時候，不僅要向中國朝廷派遣使者請求冊封，同時也要向日本江戶幕府派遣使者，這些派往日本的使者被稱為「謝恩使」。每逢幕府將軍襲職之際，琉球國也要向遣使至江戶慶賀，這些使者被稱為「慶賀使」。
1634年（明崇禎7年、日本寬永11年），尚豐王以弟弟尚盛（金武王子朝貞）為謝恩使、次子尚文（佐敷王子朝益）為慶賀使前往江戶，謁見幕府將軍德川家光。這是琉球國第一次向日本派遣謝恩使和慶賀使。從1634年到1850年間，琉球國共向江戶幕府派遣使節達18次。
江戶幕府政權倒台後，1873年（清同治12年、日本明治5年），琉球國派攝政尚健（伊江王子朝直）、三司官向有恆（宜灣親方朝保）為明治維新慶賀使，前往東京慶賀。這是琉球國最後一次向日本派遣慶賀使。

## 上江戶使節一覽表
| 回   | 公曆 | 干支 | 中國年號     | 日本年號          | 國王 | 将軍     | 目的 | 正使                  | 副使                  |
| ---- | ---- | ---- | ------------ | ----------------- | ---- | -------- | ---- | --------------------- | --------------------- |
| 1    | 1634 | 甲戌 | 崇禎七年     | 寬永十一年        | 尚豐 | 德川家光 | 慶賀 | 尚文 佐敷王子朝益     |                       |
| 1    | 1634 | 甲戌 | 崇禎七年     | 寬永十一年        | 尚豐 | 德川家光 | 謝恩 | 尚盛 金武王子朝貞     |                       |
| 2    | 1644 | 甲申 | 順治元年     | 寬永二十一年      | 尚賢 | 德川家光 | 謝恩 | 馬國隆 國頭王子正則   |                       |
| 3    | 1649 | 己丑 | 順治六年     | 慶安二年          | 尚質 | 德川家光 | 謝恩 | 尚亨 具志川王子朝盈   |                       |
| 4    | 1653 | 癸巳 | 順治十一年   | 承應二年          | 尚質 | 德川家綱 | 慶賀 | 馬國隆 國頭王子正則   |                       |
| 5    | 1671 | 辛亥 | 康熙十年     | 寬文十一年        | 尚貞 | 德川家綱 | 謝恩 | 尚熙 金武王子朝興     |                       |
| 6    | 1682 | 壬戌 | 康熙十一年   | 天和二年          | 尚貞 | 德川綱吉 | 慶賀 | 尚弘仁 名護王子朝元   |                       |
| 7    | 1710 | 庚寅 | 康熙四十九年 | 寶永七年          | 尚益 | 德川家宣 | 慶賀 | 尚紀 美里王子朝禎     | 翁自道 富盛親方盛富   |
| 7    | 1710 | 庚寅 | 康熙四十九年 | 寶永七年          | 尚益 | 德川家宣 | 謝恩 | 尚祐 豐見城王子朝匡   | 毛文傑 與座親方安好   |
| 8    | 1714 | 甲午 | 康熙五十三年 | 正德四年          | 尚敬 | 德川家繼 | 慶賀 | 尚監 與那城王子朝直   | 向保嗣 知念親方朝上   |
| 8    | 1714 | 甲午 | 康熙五十三年 | 正德四年          | 尚敬 | 德川家繼 | 謝恩 | 尚永泰 金武王子朝祐   | 毛應鳳 勝連親方盛祐   |
| 9    | 1718 | 戊戌 | 康熙五十七年 | 享保三年          | 尚敬 | 德川吉宗 | 慶賀 | 尚盛 越來王子朝慶     | 向和聲 西平親方朝叔   |
| 10   | 1748 | 戊辰 | 乾隆十三年   | 延享五年 寬延元年 | 尚敬 | 德川家重 | 慶賀 | 尚承基 具志川王子朝利 | 馬元烈 與那原親方良暢 |
| 11   | 1752 | 壬申 | 乾隆十七年， | 寶曆二年          | 尚穆 | 德川家重 | 謝恩 | 尚宣謨 今歸仁王子朝忠 | 毛文和 小波津親方安減 |
| 12   | 1764 | 甲申 | 乾隆二十九年 | 明和元年          | 尚穆 | 德川家治 | 慶賀 | 尚和 讀谷山王子朝恆   | 向邦鼎 湧川親方朝喬   |
| 13   | 1790 | 庚戌 | 乾隆五十五年 | 寬政二年          | 尚穆 | 德川家齊 | 慶賀 | 尚容 宜野灣王子朝陽   | 馬克義 幸地親方良篤   |
| 14   | 1796 | 丙辰 | 嘉慶元年     | 寬政八年          | 尚溫 | 德川家齊 | 謝恩 | 尚恪 大宜見王子朝規   | 馬文端 安村親方良頭   |
| 15   | 1806 | 丙寅 | 嘉慶十一年   | 文化三年          | 尚灝 | 德川家齊 | 謝恩 | 尚太烈 讀谷山王子朝敕 | 馬應昌 小祿親方良和   |
| 16   | 1832 | 壬辰 | 道光十二年   | 天保三年          | 尚育 | 德川家齊 | 謝恩 | 尚楷 豐見城王子朝春   | 毛惟新 澤岻親方安度   |
| 17   | 1842 | 壬寅 | 道光二十二年 | 天保十三年        | 尚育 | 德川家慶 | 慶賀 | 尚元魯 浦添王子朝熹   | 毛達德 座喜味親方盛普 |
| 18   | 1850 | 庚戌 | 道光三十年   | 嘉永三年          | 尚泰 | 德川家慶 | 謝恩 | 尚慎 玉川王子朝達     | 向元模 野村親方朝宜   |
| 另外 | 1873 | 癸酉 | 同治十一年   | 明治五年          | 尚泰 | 明治天皇 | 慶賀 | 尚健 伊江王子朝直     | 向有恆 宜灣親方朝保   |

## 腳注
1. ↑  後更名為今歸仁王子朝義。
2. ↑  後更名為宜野灣王子朝祥。
3. ↑  後更名為讀谷山王子朝英。
4. ↑  尚楷在途中死於鹿兒島，以向寬（普天間親雲上朝典）作為替身，擔當正使的職務。